# Szecsuani fakusz
A szecsuani fakusz (Certhia tianquanensis) a verébalakúak (Passeriformes) rendjébe, ezen belül a fakuszfélék (Certhiidae) családjába tartozó faj. Nevének helyesírása (fakusz vagy fakúsz) vitatott.

## Rendszerezése
A fajt Li Gui-yuan írta le 1995-ben, a hegyi fakusz (Certhia familiaris) alfajaként Certhia familiaris tianquanensis néven.

## Előfordulása
Kína középső részén, viszonylag kis területen honos. A természetes élőhelye hegyi mérsékelt övi erdők. Nem megfelelő körülmények esetén alacsonyabbra vonul.

## Megjelenése
Testhossza 14 centiméter.